# Johannes skola

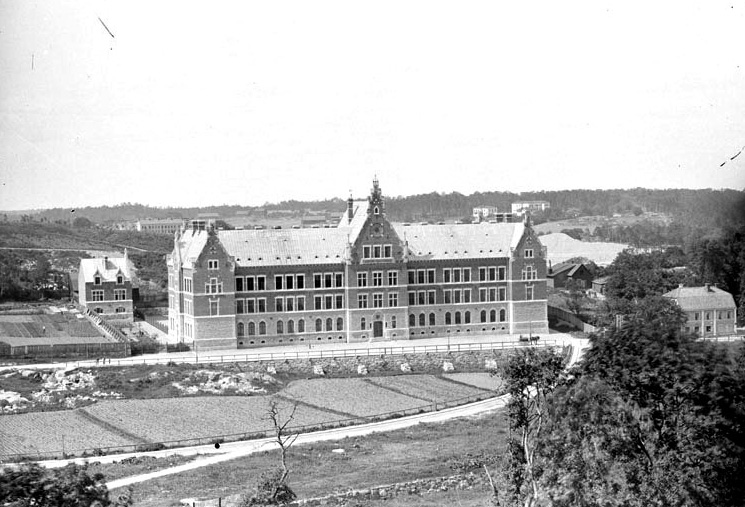
Johannes folkskola, 1896

Johannes skola är en grundskola vid Roslagsgatan 61 i Vasastan, Stockholm. I skolan går idag (2012) 430 elever från förskoleklass till årskurs 6.

## Historia

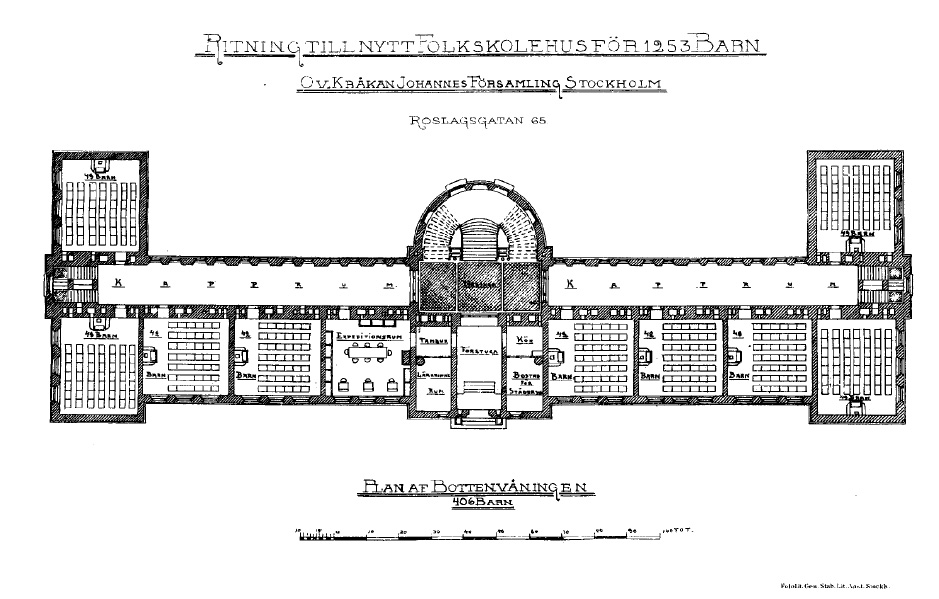
Ursprunglig plan över bottenvåningen

Under 1800-talets senare decennier flerdubblades antalet invånare i huvudstaden, området i stadens nordöstra utkant bebyggdes. I området, som i folkmun till följd av  sin avlägsenhet kom att kallas Sibirien, restes stora hyreskaserner med enkel utformning. De var ofta byggda i spekulationssyfte, och planerades med många små lägenheter för att hysa i huvudsak folk ur arbetarklassen. Eftersom familjerna ofta hyste inneboende var trångboddheten stor.
Fram till 1903 låg ansvaret för folkskolebyggandet på stadens församlingar. För att möta utbildningsbehovet hos de växande barnkullarna anlitade Johannes och Jakobs församlingar arkitekten Carl Möller som nyligen ritat Johannes kyrka som då var under uppförande. Ledig mark för bygget fanns i kvarteret Kråkan nedanför Vanadislunden. Johannes folkskola invigdes 1891 och var utformad som en tegelborg med en markant bottenvåning av rustik kalksten. Utrymmet var beräknat för 1.400 elever fördelade på 32 lärosalar, två slöjdsalar, matsal och en badinrättning i källaren. Två gymnastiksalar med omklädningsrum liksom en lärarbostad lades i separata byggnader på gården. Byggkostnaden uppgick till 409.811 kronor. 1899-1900 uppfördes byggnaden utmed Cedersdalsgatan med ytterligare klassrum.

## Idag
Idag (2012) går 430 elever från förskoleklass till årskurs 6 i den kommunala skolan. I varje årskurs bedrivs även tvåspråkig undervisning på svenska och engelska i en av klasserna. Nuvarande rektor är Catrin Hyllander

## Bilder

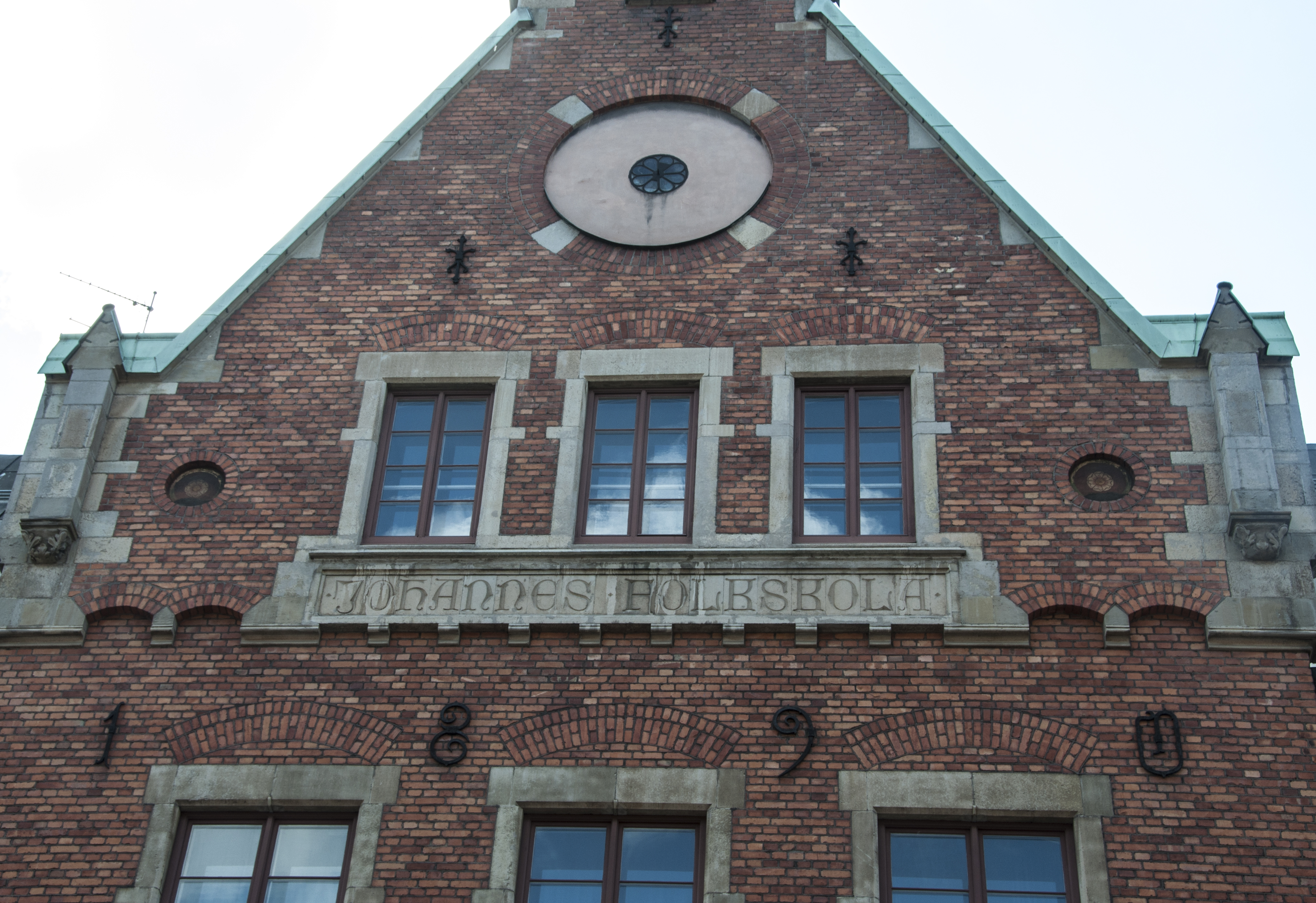
På byggnaden står det: Johannes Folkskola, 1890
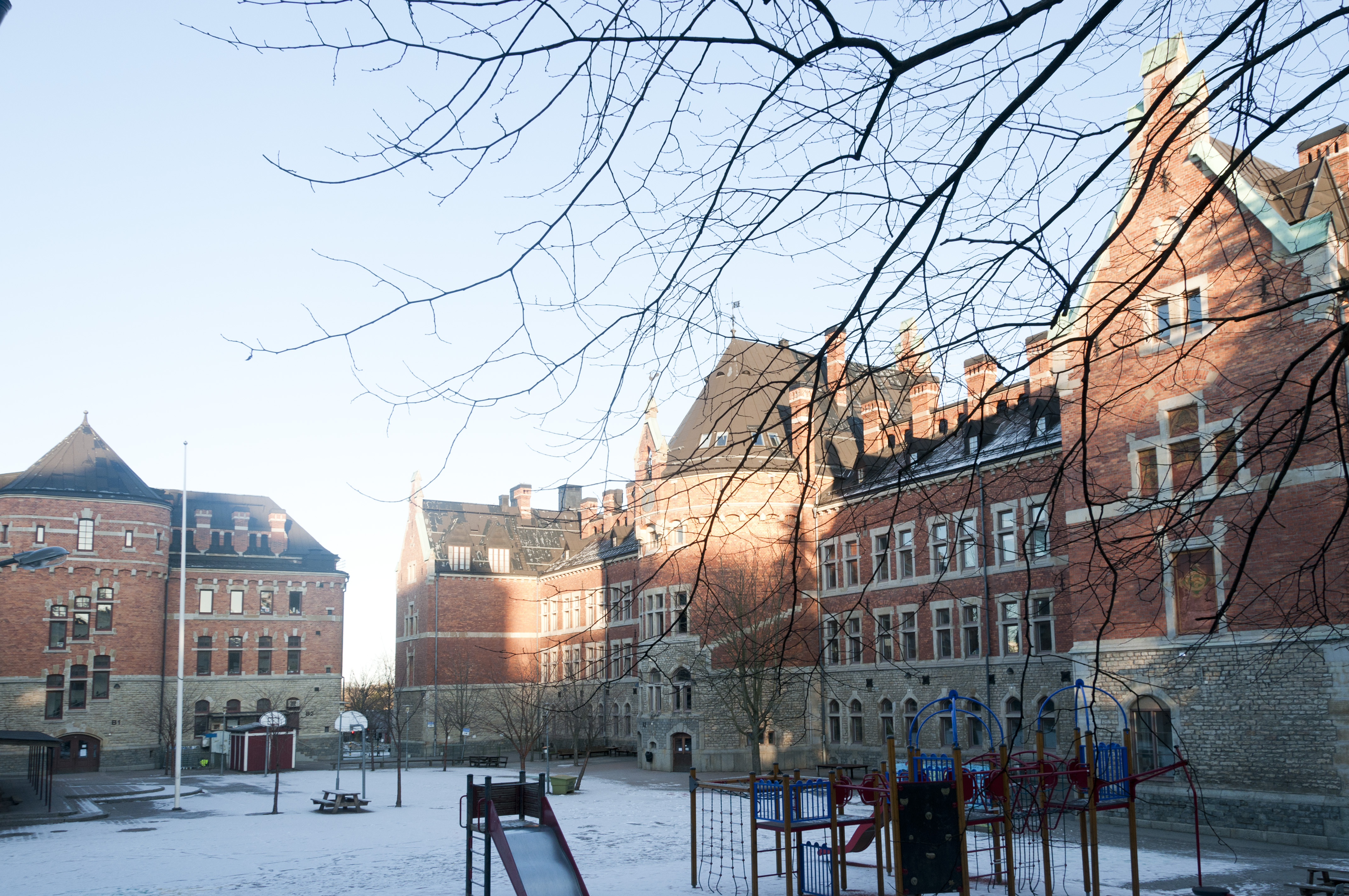
Skolgården
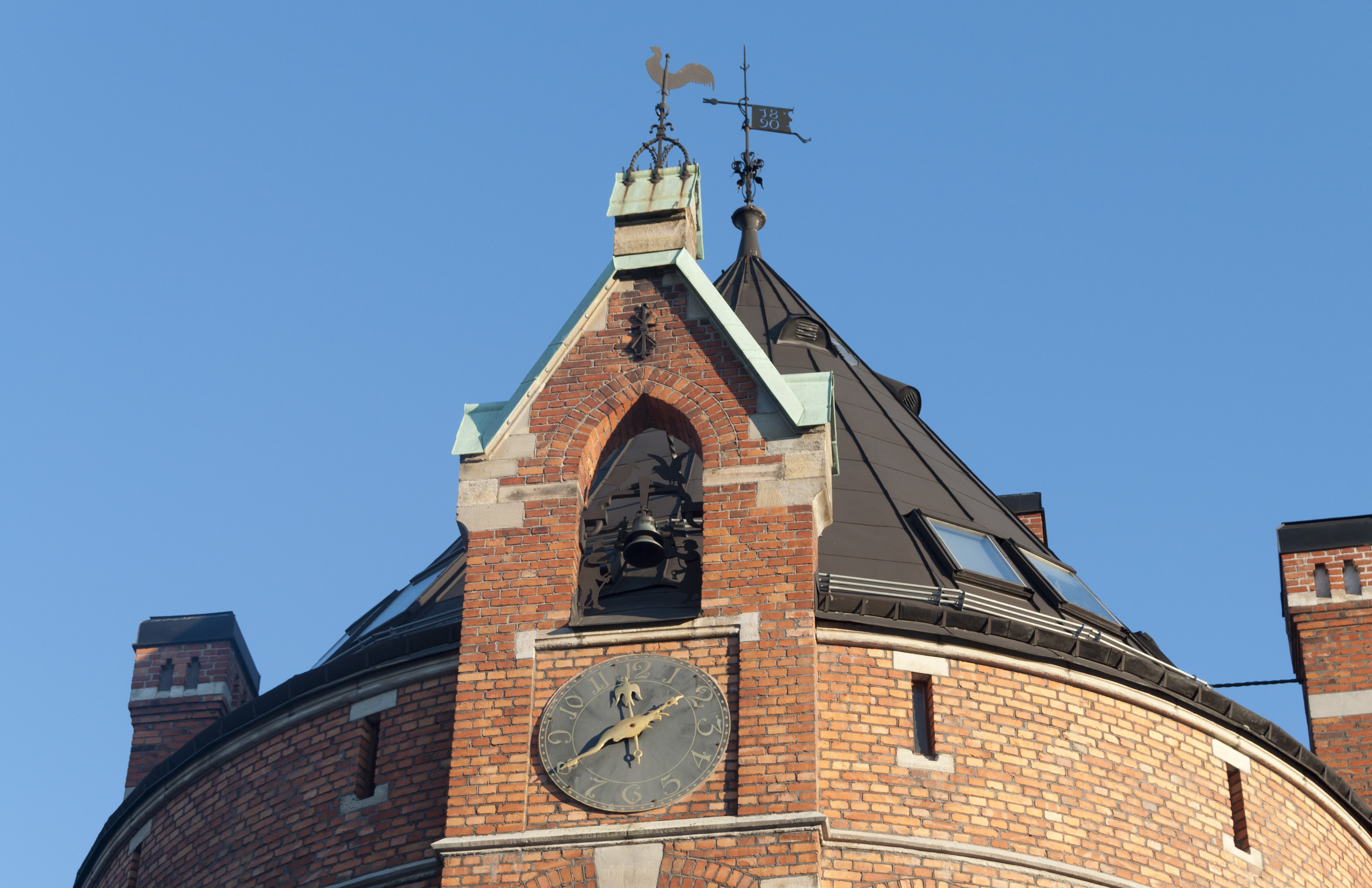
Takdetaljer